# XXVII Lliga Professional d'Escala i Corda
La XXVII Lliga Professional d'Escala i Corda s'anuncià divendres 12 de gener de 2018 amb la presentació dels sis equips participants: els campions (Pere Roc II, Félix i Monrabal) i subcampions (Soro III i Javi) vigents jugaren la competició en equips separats.
Al remat, Pere Roc revalidà el títol per a Benidorm junt amb Jesús i Carlos (el qual guanyava la seua primera lliga) front al trio de Vila-real, amb Javi com a líder acompanyat pels jóvens Francés i Bueno, que competia per primera volta.

## Cronologia
Els equips participants en les lligues d'escala i corda i de raspall es presentaren dimecres 24 de gener a la seu de Bankia, que tornà a patrocinar la competició des de l'inici; l'equip de Murla (Genovés II, Félix i Monrabal) fon assenyalat pels altres equips com el favorit, encara que Genovés es mostrà més dispost a gaudir de la competició que a guanyar-la, ja que l'afrontava amb trenta-sis anys.

### Fase regular
La competició començà divendres 26 de gener a la nit a Vila-real, amb l'enfrontament entre les dos úniques parelles: els blaus, Puchol i Nacho, s'avançaren 15 per 25 i dominaren pràcticament durant tota la partida; els rojos, Soro i Santi, anaren sempre darrere i no pogueren fer més de tres jocs, amb el resultat final de 30 per 60 a favor dels blaus.
L'endemà, els trios de Benidorm i Vila-real jugaren en Petrer, poble del rest Álvaro Francés, el qual debutava en la competició com a professional: no obstant això, el seu trio no pogué guanyar a l'equip roig, que comptava amb el campió vigent Pere Roc II com a rest; encara que ambdós equips començaren empatant a 20, els rojos es destacaren fins a 55 per 30, encara que el trio blau estigué a punt d'oferir al públic local una remuntada que, al remat, es quedà en 60 per 45 a favor del trio benidormer.
La tercera partida enfrontà als altres dos trios, Murla (Genovés II, Félix i Monrabal) de roig i Pedreguer-Mas y mas (Marc, Pere i Tomàs II) de blau a Benissa, amb el trinquet en males condicions i el trio blau en millor forma que els rojos: aquells s'avançaren 15 per 35 i als altres els costà igualar a 35 i a 40; no debades, la partida se sentencià 40 per 60 a favor dels blaus.
Al final del primer cap de setmana de competició, els tres primers equips havien empatat a punts, ja que cap dels altres havia aplegat a cinquanta punts; el quart lloc, que també dona accés a semifinals, l'ocupà el trio de Francés.
Divendres 2 de febrer s'enfrontaren a Sueca els dos últims equips de la taula, Murla i Vila-real: el trio murler, de roig, només anotà el primer joc, però es veié superat pel trio blau amb el mitger, Javi, com a figura destacat, que guanyà la partida amb contundència, 20 per 60.
Al sendemà, el trinquet pedreguer rebé als dos millors classificats, Vinalesa i l'equip local, Pedreguer-Mas y Mas, que caigué derrotat 60 per 30.
Un dia més tard, a Benidorm, Soro i Santi guanyaren l'equip local 60 per 30, amb la qual cosa la classificació quedava molt ajustada, encara amb l'equip de Vinalesa invicte.
Dimecres 7, Puchol i Nacho tornaren a guanyar amb claredat, esta volta front a Francés, Javi i Bueno a Guadassuar: la parella, de roig, guanyà avantatge fins a 40 per 25, però el trio blau encara oferí resistència fins al resultat final de 60 per 45, amb el qual l'equip de Vinalesa, imbatut, començava a destacar-se com a favorit.
Diumenge 11, el trinquet de Borriana acollí l'enfrontament entre els equips de València i de Pedreguer: la partida començà igualada fins a 25 per 25, quan Soro i Santi, de roig, feren dos jocs més i aconseguiren una avantatge de 35 per 25, però no aconseguiren materialitzar un val net en el joc següent ni fer-ne cap altre, ja que Marc, Pere i Tomàs no baixaren el rendiment i guanyaren 35 per 60, amb la qual cosa se situaren segons en la classificació.
Alhora, el trinquet de Murla acollia l'enfrontament entre l'equip local (Genovés, Félix i Monrabal) contra el Benidormer (Pere Roc, Jesús i Carlos), en el qual els primers dominaren tot l'encontre i aconseguiren els tres primers punts en la competició amb un clar 35 per 60, encara que Benidorm tingué molts vals a favor que no pogué materialitzar.
Diumenge 18, Puchol hagué de jugar a Vilamarxant amb Raül en substitució de Nacho, lesionat en la mà; el rest de Vinalesa també tingué molèsties durant la partida, fins al punt que el trio de Benidorm l'aventatjà dos jocs durant quasi tota la partida, que al remat acabà 40 a 60 per a Pere Roc, Jesús i Carlos, empatats a sis punts amb els trios de Vila-real i Pedreguer.
A la mateixa hora, els trios de Vila-real i Pedreguer s'enfrontaren a Dénia en una partida resolta a favor dels blaus —Francés, Javi i Bueno—, que guanyaren 60 per 20 a Marc, Pere i Tomàs II i provocaren un triple empat en la classificació per a semifinals, que s'hagué de resoldre en l'última setmana de lligueta.
La tercera partida d'esta ronda es jugà dimarts 20 a Massamagrell: abans, es guardà un minut de silenci per la mort del pilotari benaguasiler Miquel Peris; en la primera part, el trio murler (Genovés, Félix i Monra) trencà el rest a l'equip de València (Soro i Santi) i tingué la postura a favor fins a 30 per 30, però llavors els rojos feren tres jocs seguits i es tornaren imbatibles alhora que el trio perdé el ritme i la partida 60 per 40.
| Equip                   | ·  | P.  | Tanteig | Rest                 | Mitger     | Punter   |
| ----------------------- | -- | --- | ------- | -------------------- | ---------- | -------- |
| Ajuntament de Vinalesa  | 10 | 3/5 | 275—225 | Puchol II/De la Vega | Nacho/Raúl | Álvaro   |
| Ajuntament de Benidorm  | 08 | 3/5 | 255—255 | Pere Roc II          | Jesús      | Carlos   |
| Ajuntament de València  | 08 | 3/5 | 245—255 | Soro III             | Santi      |          |
| Ajuntament de Vila-real | 07 | 2/5 | 265—225 | Francés              | Javi       | Bueno    |
| Pedreguer Mas y Mas     | 07 | 2/5 | 225—255 | Marc                 | Pere       | Tomàs II |
| Ajuntament de Murla     | 05 | 2/5 | 220—270 | Genovés II           | Félix      | Monrabal |

L'última tongada de la fase regular començà dissabte 24 a Pelayo, amb una victòria per la mínima de Murla sobre Vinalesa, reconvertit en trio amb Lluís de la Vega, Raúl de Godelleta i Àlvaro de Massalfassar per la baixa dels titulars, Puchol i Nacho: no obstant això, els substituts han dominat la partida fins a 50 per 30, però Genovés, Félix i Monrabal no defalliren i remuntaren un 55-45 advers fins a guanyar 55 per 60, encara que la repartició de punts els feu dependre del resultat de les altres dos partides.
L'endemà, l'equip benidormer guanyà 60 per 50 al pedreguer a Xàbia i s'assegurà el passe a semifinals: els blaus, Marc, Pere i Tomàs, feren els dos primers jocs, a partir dels quals la partida transcorregué igualada fins a 50 per 50, la qual cosa els donà un punt i els mantingué a l'espera del resultat de l'última partida, del qual dependria la conformació de semifinals.
L'última partida es jugà el mateix dia de vesprada a Bellreguard: els rojos, Soro i Santi, manaren clarament fins a 35 per 15; els blaus —Francés, Javi i Bueno— reaccionaren i acurtaren distància a 35 per 20 i a 45 per 30; quan la parella aplegà a 55, el trio no perdé la calma i aconseguí fer cinc jocs i igualar a 55 ans que Soro sentenciara del dau estant. El resultat supongué repartiment de punts i el passe a semifinals d'ambdós equips, la qual cosa eliminava definitivament els trios de Murla i de Pedreguer.

### Semifinals
La primera semifinal es jugà dissabte 3 de març a Pedreguer: els blaus, Benidorm, feren quatre jocs en els primers vint minuts de partida, l'últim (15 per 35) amb una bona ferida de Carlos; els rojos, València, contestaren amb tres jocs més, encara que amb dificultat (30 a 35), ja que Benidorm feren el 30 a 40 net, a València li costà dos vals retallar a 35 per 40, i els blaus tornaren a fer joc net (35 per 45); el joc següent fon decisiu, ja que a Pere Roc li costà tres vals aplegar a 50, però aguantaren un altre joc roig i guanyaren l'accés a la final de vint.
L'altra eliminatòria se celebrà una setmana després, diumenge 11 a Vilamarxant: Puchol II d'una banda i Javi de l'altra lideraren llurs equips fins a 25 per 20, quan els blaus (Vila-real, amb Francés, Javi i Bueno) necessitaren cinc vals per a igualar a 25, però d'ençà començaren a distanciar-se dels rojos, Puchol i Nacho, fins a 35 per 55; la parella, favorits durant quasi tota la competició, només pogué retallar dos jocs abans de perdre 45 a 60 davant un trio molt compenetrat.
|  | Semifinals                       | Semifinals            |    |  | Final                       | Final |  |
|  |                                  |                       |    |  |                             |       |  |
|  | Pedreguer, dissabte 3 de març    |                       |    |  |                             |       |  |
|  | Soro III i Santi                 | 40                    |    |  |                             |       |  |
|  | Pere Roc, Jesús, Carlos          | 60                    |    |  |                             |       |  |
|  |                                  |                       |    |  |                             |       |  |
|  |                                  |                       |    |  | Pelayo, diumenge 18 de març |       |  |
|  |                                  |                       |    |  | Pere Roc, Jesús, Carlos     | 60    |  |
|  |                                  | Francés, Javi i Bueno | 40 |  |                             |       |  |
|  |                                  |                       |    |  |                             |       |  |
|  |                                  |                       |    |  |                             |       |  |
|  |                                  |                       |    |  |                             |       |  |
|  | Vilamarxant, diumenge 11 de març |                       |    |  |                             |       |  |
|  | Puchol II i Nacho                | 45                    |    |  |                             |       |  |
|  | Francés, Javi i Bueno            | 60                    |    |  |                             |       |  |

### Final
La final, disputada diumenge 18 a Pelayo començà igualada, amb el trio blau avançat a 15 per 30 seguit d'una igualada dels rojos; en el joc següent, els rojos aprofitaren la caiguda d'escala després d'un quinze ovacionat per a avançar-se 35 per 30; els blaus tornaren a prendre la iniciativa amb tres jocs seguits (35 per 45) i els rojos contestaren pujant a 50, igualat pels blaus després d'una pilota parada amb polèmica que, no obstant això, els supongué el seu últim joc; en els dos últims, les errades dels blaus i la compenetració dels rojos acabà amb el 60 per 50 final i la revalidació del títol per a Benidorm.
Una setmana després, els campions assenyalaren el joc 40 per 45 com a punt d'inflexió per a remuntar la partida, i el moment en què, iguals a 50, se situaren en val net abans de fer el joc 55, quan varen creure que guanyarien la final; divendres 23 acceptaren jugar la revenja de la final a Vilamarxant, que es resolgué 60 per 30 a favor dels benidormers.